# بیتریس لیلی
بیتریس لیلی (انگلیسی: Beatrice Lillie; ۲۹ مهٔ ۱۸۹۴ – ۲۰ ژانویهٔ ۱۹۸۹) یک هنرپیشه اهل بریتانیا بود.